# Markéta Davidová
Markéta Davidová (Jablonec nad Nisou, 3 januari 1997) is een Tsjechische biatlete. Ze vertegenwoordigde haar vaderland op de Olympische Winterspelen 2018 in Pyeongchang.

## Carrière
Davidová maakte haar wereldbekerdebuut in december 2016 in Nové Město na Moravě. In januari 2017 scoorde de Tsjechische in Ruhpolding haar eerste wereldbekerpunten. Tijdens de Olympische Winterspelen van 2018 in Pyeongchang eindigde ze als vijftiende op de 7,5 kilometer sprint, als 25e op de 10 kilometer achtervolging, als achttiende op de 12,5 kilometer massastart en als 57e op de 15 kilometer individueel. Op de gemengde estafette eindigde ze samen met Veronika Vítková, Ondřej Moravec en Michal Krčmář op de achtste plaats, samen met Eva Puskarčíková, Jessica Jislová en Veronika Vítková eindigde ze als twaalfde op de estafette.
In december 2018 stond Davidová in Pokljuka voor de eerste maal in haar carrière op het podium van een wereldbekerwedstrijd. Op 24 januari 2019 boekte de Tsjechische in Antholz haar eerste wereldbekerzege. Op de wereldkampioenschappen biatlon 2019 in Östersund eindigde ze als zevende op de 7,5 kilometer sprint, als dertiende op de 10 kilometer achtervolging, als zestiende op de 12,5 kilometer massastart en als 43e op de 15 kilometer individueel. Op de gemengde estafette eindigde ze samen met Veronika Vítková, Ondřej Moravec en Michal Krčmář op de zesde plaats, samen met Eva Puskarčíková, Jessica Jislová en Veronika Vítková eindigde ze als vijftiende op de estafette. In Antholz nam de Davidová deel aan de wereldkampioenschappen biatlon 2020. Op dit toernooi eindigde ze als achtste op de 15 kilometer individueel, als 37e op de 7,5 kilometer sprint, als 25e op de 10 kilometer achtervolging en als twintigste op de 12,5 kilometer massastart. Op de gemengde estafette veroverde ze samen met Eva Puskarčíková, Ondřej Moravec en Michal Krčmář de bronzen medaille, samen met Jessica Jislová, Lucie Charvátová en Eva Puskarčíková eindigde ze als vierde op de estafette. Op de Single-Mixed-Relay eindigde ze samen met Michal Krčmář op de veertiende plaats. Op de wereldkampioenschappen biatlon 2021 in Pokljuka werd de Tsjechische wereldkampioene op de 15 kilometer individueel. Daarnaast eindigde ze als 44e op de 7,5 kilometer sprint, als 32e op de 10 kilometer achtervolging en als dertiende op de 12,5 kilometer massastart. Samen met Jessica Jislová, Eva Puskarčíková en Lucie Charvátová eindigde ze als tiende op de estafette, op de gemengde estafette eindigde ze samen met Ondřej Moravec, Michal Krčmář en Lucie Charvátová op de elfde plaats.

## Resultaten

### Olympische Winterspelen
| Jaar | Plaats      | Onderdeel   | Onderdeel | Onderdeel     | Onderdeel  | Onderdeel | Onderdeel          |
| Jaar | Plaats      | Individueel | Sprint    | Achtervolging | Massastart | Estafette | Gemengde estafette |
| ---- | ----------- | ----------- | --------- | ------------- | ---------- | --------- | ------------------ |
| 2018 | Pyeongchang | 57e         | 15e       | 25e           | 18e        | 12e       | 8e                 |
| 2022 | Peking      | 6e          | 41e       | 28e           | 4e         | 8e        | 12e                |

### Wereldkampioenschappen
| Jaar | Plaats    | Onderdeel   | Onderdeel | Onderdeel     | Onderdeel  | Onderdeel | Onderdeel          | Onderdeel                 |
| Jaar | Plaats    | Individueel | Sprint    | Achtervolging | Massastart | Estafette | Gemengde estafette | Single gemengde estafette |
| ---- | --------- | ----------- | --------- | ------------- | ---------- | --------- | ------------------ | ------------------------- |
| 2019 | Östersund | 43e         | 7e        | 13e           | 16e        | 15e       | 6e                 | –                         |
| 2020 | Antholz   | 8e          | 37e       | 25e           | 20e        | 4e        | Brons              | 14e                       |
| 2021 | Pokljuka  | Goud        | 44e       | 32e           | 13e        | 10e       | 11e                | –                         |
| 2023 | Oberhof   | 10e         | 6e        | 16e           | 5e         | 7e        | 5e                 | –                         |

### Wereldbeker
Eindklasseringen
| Seizoen   | Algemeen | Individueel | Sprint | Achtervolging | Massastart |
| --------- | -------- | ----------- | ------ | ------------- | ---------- |
| 2016/2017 | 91e      | –           | 71e    | –             | –          |
| 2017/2018 | 91e      | –           | 84e    | 82e           | –          |
| 2018/2019 | 21e      | Brons       | 24e    | 33e           | 16e        |
| 2019/2020 | 14e      | 14e         | 8e     | 22e           | 16e        |
| 2020/2021 | 11e      | 5e          | 11e    | 14e           | 9e         |
| 2021/2022 | 10e      | Goud        | 17e    | 10e           | 7e         |
| 2022/2023 | 9e       | 10e         | 5e     | 7e            | 13e        |

Wereldbekerzeges
| Nr. | Datum            | Plaats    | Onderdeel              |
| --- | ---------------- | --------- | ---------------------- |
| 1.  | 24 januari 2019  | Antholz   | 7,5 km sprint          |
| 2.  | 16 februari 2021 | Pokljuka  | 15 km individueel (WK) |
| 3.  | 27 november 2021 | Östersund | 15 km individueel      |